# Onomyšl

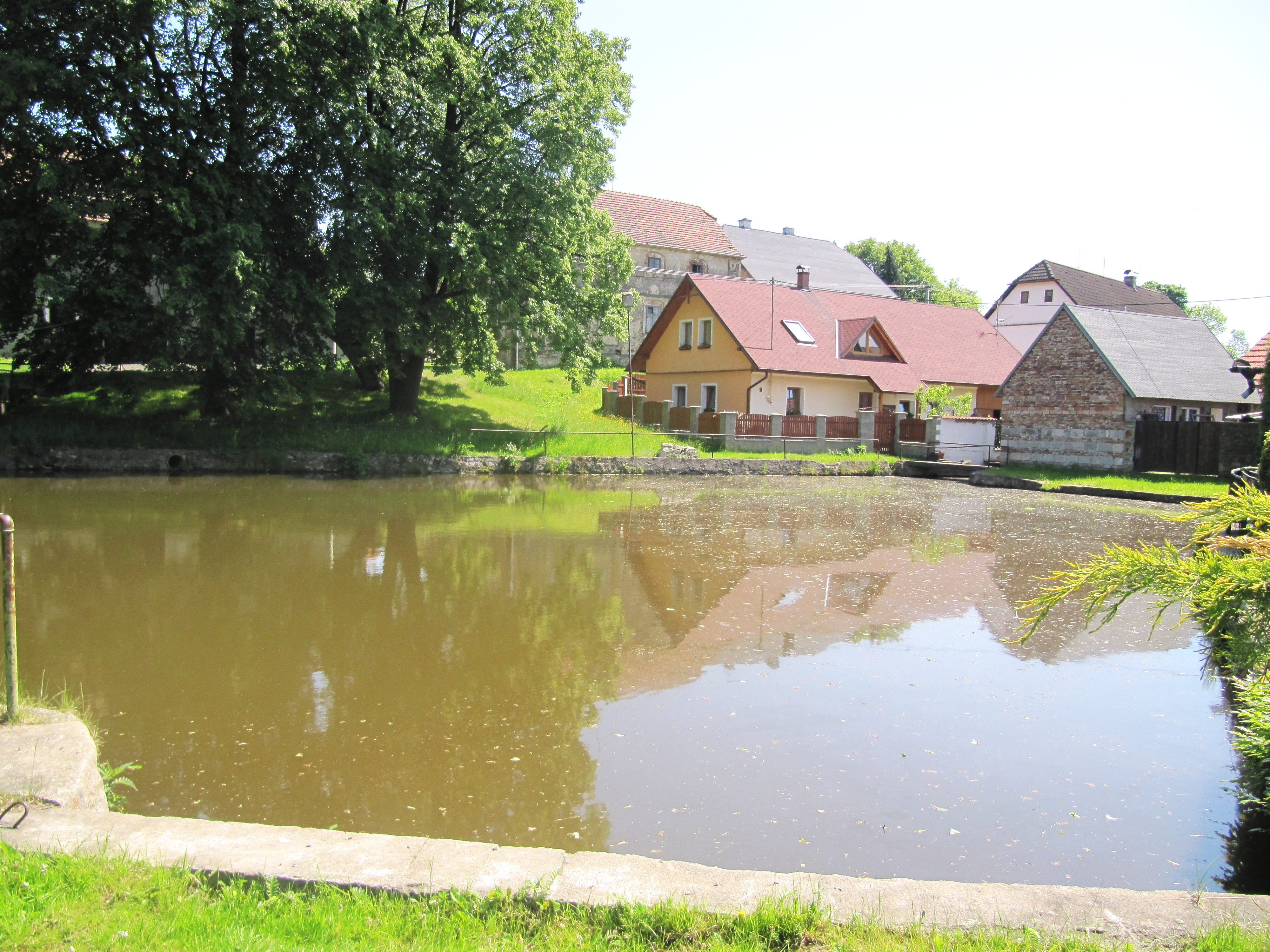
Dorfteich

Onomyšl (deutsch: Wonomischl) ist eine Gemeinde im Okres Kutná Hora in der Mittelböhmischen Region in der Tschechischen Republik. Der Ort liegt etwa 13 km südwestlich von Kutná Hora. 2006 hatte der Ort 283 Einwohner.

## Geographie
Onomyšl befindet sich am Bach Onomyšlský potok in der Böhmisch-Mährischen Höhe. Am nördlichen Ortsrand verläuft die Staatsstraße II/337 zwischen Malešov und Uhlířské Janovice. Onomyšl ist als typischer Rundling um den Dorfteich und den Dorfplatz angelegt und hat diese dörfliche Struktur bis in die Gegenwart hervorragend bewahrt.
Nachbarorte sind Miletín und Rozkoš im Norden, Vidice und Roztěž im Nordosten, Košice im Osten, Bedřichov und Nepoměřice im Südosten, Kraličky, Svatý Jan t. Krsovice, Žandov und Budy im Süden, Rašovice und Netušil im Südwesten, Mančice und Žíšov im Westen sowie Křečovice im Nordwesten.

## Geschichte
Die erste schriftliche Erwähnung des zu dem Prager Bischofsgütern gehörigen Dorfes Wonomisle stammt aus dem Jahre 1290. 1390 wurde das Dorf als Onomisl, später als Onomischel bezeichnet. 1436 bemächtigte sich König Sigismund des Dorfes und verpfändete es zur Deckung seiner Schulden. Im Laufe der Zeit wurde aus dem Pfandbesitz Eigentum, jedoch standen dem Domkapitel Einkünfte aus dem Dorf zu. Im Jahre 1540 erwarb Václav Hrabáně von Přerubenice auf Pečky das Gut, 1558 schlug er Onomyšl der Herrschaft Pečky zu. Nachdem 1618 sein jüngster Sohn Pavel verstorben war, fiel der gesamte Besitz Kateřina Lukavecká von Přerubenice zu. Nach der Schlacht am Weißen Berg wurde sie 1623 zum Verkauf ihres Besitzes für den halben Preis an den Obersten Münzmeister Wilhelm von Wrzessowitz gezwungen. Nach zahlreichen Besitzerwechseln kaufte 1795 der Prager Advokat Leopold Hrubý die Herrschaft. Dessen Nachfahren, die Freiherren Hruby-Geleny hielten die Güter bis ins 20. Jahrhundert. Im Jahre 1840 bestand das Dorf Wonomischl aus 42 Häusern, in denen 257 Personen, darunter eine protestantische Familie, lebten. Im Ort gab es einen Gemeinde-Schüttboden und ein Wirtshaus. Pfarrort war Koschitz.
Nach der Aufhebung der Patrimonialherrschaften bildete Vonomyšl eine Gemeinde im Gerichtsbezirk Kohljanowitz, Caslaver Kreis. Ab 1868 gehörte die Gemeinde zum Bezirk Kuttenberg. 1961 wurde Miletín (mit Křečovice und Rozkoš) eingemeindet.

## Gemeindegliederung
Die Gemeinde Onomyšl besteht aus den Ortsteilen Budy (Buda), Křečovice (Kretschowitz), Miletín (Miletin), Onomyšl (Wonomischl) und Rozkoš (Roskosch). Grundsiedlungseinheiten sind Křečovice, Miletín, Onomyšl und Rozkoš.
Das Gemeindegebiet gliedert sich in die Katastralbezirke Křečovice u Onomyšle, Miletín u Onomyšle, Onomyšl und Rozkoš u Onomyšle.